# Cis- og trans-
Forstavelserne cis- og trans- betegner noget, som er "på denne side", henholdsvis "på den anden side" af noget. Forstavelserne stammer fra latin. Hvilke sider, der er "denne" og "den anden", afhænger naturligvis af betragterens placering. 

## Cis- og trans- i geografi, historie og politik
Geografisk vil man almindeligvis tage udgangspunkt i et magtcentrum.
- Gallia Cisalpina og Gallia Transalpina var Gallien på begge sider af Alperne – set fra Rom.
- Cisleithanien og Transleithanien var Østrig-Ungarn på hver side af floden Leitha – set fra Wien.
- Ciskaukasien og Transkaukasien er landet på den ene og den anden side af Kaukasus – set fra Moskva.
- Cisoxanien og Transoxanien er landet på den ene og den anden side af Oxus – set fra Persien.

## Begreber fra kemien
- Cis-trans-isomeri
- Grundstoffer med atomnumre på den anden side af uran (tungere end uran) kaldes transuraner og en del organiske forbindelser findes i både cis- og trans-forbindelser. Betegnelsen cis bruges om de forbindelser, hvor bestemte atomgrupper sidder på samme side af molekylet mens transudgaverne har en atomgruppe på hver side. Et af de kendteste eksempler er transfedtsyrer.

## Andre anvendelser
Kønsidentiteterne cis- og transkønnet: En ciskønnet person identificerer sig med det køn, vedkommende er blevet tildelt ved fødslen, modsat en transkønnet.
| Sprog | Spire Denne artikel om sprog er en spire som bør udbygges. Du er velkommen til at hjælpe Wikipedia ved at udvide den. |